# Polesia

Paisaje de Polesia, cuadro de Iván Shishkin (1884).

Polesia  (en bielorruso: Палессе, Palesse; en ucraniano: Полісся, Polissia;  en ruso: Полесье, Polessié; en polaco: Polesie; en alemán: Polesien) es una de las zonas pantanosas más grandes de Europa, localizada en la parte suroeste de las tierras bajas de Europa oriental, principalmente entre los territorios de Bielorrusia y Ucrania pero también se extiende a Polonia y Rusia. Las áreas pantanosas de Polesia son conocidas como Pantanos de Prípiat (por el río Prípiat) o Pantanos de Pinsk (por la ciudad local de Pinsk).
Los habitantes de Polesia son llamados Palashuk en bielorruso, Polishchuk en ucraniano, Poleszuk en polaco, Poleshchuk en ruso.

## Etimología
El topónimo Polesia proviene de una raíz eslava, y se traduce literalmente como “bosque”.
- Polaco: Polesie .
- Bielorruso: Палессе, Paliessie.
- Ucraniano: Полісся, Políssia.
- Ruso: Полесье, Poliésie.
- Latín: Polesia.

## Estatus protegido
La parte polaca de la región incluye el parque nacional de Polesia (Poleski Park Narodowy), establecido en 1990, que se extiende por un área de 97.6 km². Esta y un área más amplia unida a ella (hasta la frontera ucraniana) forman la reserva de la biosfera de Polesia Occidental, designada por la UNESCO, que limita con una reserva similar en el lado ucraniano, la Reserva de la Biosfera Shatski.
También hay un área protegida llamada Pribúzhskoye-Polesie (del ruso: 'Прибужское Полесье') en la parte bielorrusa de la región, declarada reserva de la biosfera de 2004.
Por el valor cultural universal que aportan, las estructuras de madera de la región están recibiendo reconocimiento internacional. Este conjunto de lugares fue añadido a la lista de candidatos de la Unesco al patrimonio mundial el 30 de enero de 2004 en la categoría de Bien Cultural.